# Félix Lorioux
Félix Lorioux (* 2. Dezember 1872 in Angers; † 19. September 1964 in Paris) war ein französischer Maler und Illustrator.

## Leben
Nach einer Ausbildung als Glasmaler studierte er Kunst an der Akademie von Angers, später, nach seinem Militärdienst, in Paris. Die Begegnung mit den Brüdern Draeger der gleichnamigen Druckerei, machte ihn mit der Welt der Werbung und mit dem Verlagshaus Hachette bekannt. Während des Ersten Weltkrieges arbeitete er bei Citroën als technischer Zeichner.
Zwischen 1919 und 1926 illustrierte er für Hachette die Märchen Charles Perraults, 1928 Molières Eingebildeten Kranken. Sein Stil wurde als zu individuell empfunden und Hachette trennte sich von ihm in den 1930er Jahren. Als Freund von Walt Disney war er für die Adaptation der Silly melodies zuständig, bevor er sich jedoch im Streit von ihm trennte. Der fantastische Stil von Lorioux kompromittierte den stereotypen Charakter des Mickeygestalt.
Ab 1943 arbeitete er für den Verleger Marcus, der ihm die Illustrierung des Buffons des Enfants (1943), später eine zweite Fassung der Fables de La Fontaine (1949) in Auftrag gab; Lorioux illustrierte jetzt nicht nur wenige Fabeln mit je zahlreichen Bildern, sondern umgekehrt zahlreiche Fabeln mit jeweils weniger Bildern. Von den 1929 bei Hachette erschienenen La-Fontaine-Illustrationen übernahm er nur Einzelheiten und stellte seine neuen Bilder unter ein ganz neues Konzept. Sie waren nun noch farbiger, detailreicher und humoristischer als die seiner ersten Suite.
Er illustrierte außerdem einige hundert Alben für Kinder und machte sich über die Jahre einen Namen wegen der herausragenden künstlerischen Qualität seiner Arbeit. Lorioux zählt zu den wenigen Illustratoren, die einen absolut unverwechselbaren persönlichen Stil entwickelten.